# Ausztria világörökségi helyszínei
Ausztria területéről eddig tizenkét helyszín került fel a világörökségi listára, tíz helyszín a javaslati listán várakozik a felvételre.
| | Schönbrunni kastély |
| Felvétel: 1996 |                     |
| Kulturális (I)(IV) |                     |
| Hivatkozás: 786, védett terület: 186,28 ha, pufferzóna: 260,64 ha |                     |
| A schönbrunni kastély barokk stílusú császári rezidencia Bécs Hietzing nevű kerületében. Ez Ausztria egyik legismertebb műemléke és turisztikai látványossága: magát a kastélyt évente másfél millió látogató keresi fel, a parkot további 5,2 milliónyian tekintik meg. Az egymást követő Habsburg uralkodók ízlését szemléltető barokk királyi palota legnagyobb része a 18. században épült. III. Károly Johann Bernhard Fischer von Erlach építészt bízta meg a feladattal. Mária Terézia a félkész épületet átalakíttatta, az eredeti épületből viszonylag kevés maradt meg. A palota leglátványosabb részei a stukkódíszítésű Nagy Galéria, mennyezetén a Habsburg Birodalmat szimbolizáló freskókkal és a Ceremóniaterem Mária Terézia uralkodását ábrázoló festményekkel. A kápolnát és a színházat az udvaron keresztül lehetett megközelíteni. A kastély körüli parkot már a 17. század utolsó éveiben elkezdték kialakítani, a későbbi hatalmas barokk kertek a birodalom méretét is szimbolizálják. A pálmaházban Mária Terézia neveltetett egzotikus növényeket. A parkot a korai neoklasszicista kolonnád, a Gloriette uralja. Az 1752-ben alapított állatkert a világ legrégebbi állatkertje. |                     |

| | Salzburg városának történelmi központja |
| Felvétel: 1996 |                                         |
| Kulturális (II)(IV)(VI) |                                         |
| Hivatkozás: 784, védett terület: 236 ha, pufferzóna: 467 ha |                                         |
| Salzburg, az azonos nevű szövetségi tartomány székhelye a Salzach partján fekszik a német-osztrák határnál. Wolfgang Amadeus Mozart 1756. január 27-én a 9-es szám alatti házban látta meg a napvilágot. A település rendkívüli értéket képvisel mint az európai egyházi városállamok fontos példája, óvárosa a barokk építészet egyik gyöngyszeme. Salzburg már a gótika idején gazdag volt épületekben, ekkor is számos kézművest és művészt vonzott. Spirituális központja a Szent Rupertnek és Szent Virgilnek szentelt székesegyház 1628-ban nyerte el mai formáját. A város egyetlen legalább részben román kori emléke a 7. század végén alapított Szent Péter bencés apátság. Az érseki rezidenciát a 12. században kezdték építeni, mai megjelenése egy 17. századi átépítésnek köszönhető. A Salzach folyó partján áll a város templomai és tornyai fölé magasodó Hohensalzburg vára Európa egyik legnagyobb, legimpozánsabb erődje. A 11. században kezdték építeni, majd az évszázadok során többször is kibővítették. A világi előkelők számára látványos paloták épültek, például a Mirabell-palota egy üvegházzal és a látványos falfestményeiről nevezetes Hellbrunn-palota. Az óváros jellegzetessége a belső udvarok és átjáróháza együttese. |                                         |

| | Hallstatt–dachsteini kultúrtáj |
| Felvétel: 1997 |                                |
| Kulturális (III)(IV) |                                |
| Hivatkozás: 806, védett terület: 28 446,2 ha, pufferzóna: 20 013,9 ha |                                |
| A festői szépségű, változatos élővilágú, 2000–3000 méteres tengerszint feletti magasságú hegyvidéki területen a bronzkortól, az i. e. 2. évezred közepétől folyamatos a sóbányászat, amely egészen a 20. század közepéig meghatározta a környék történetét, gazdaságát és települési-építészeti arculatát. Hallstattról neveztek el egy vaskori kultúrát is, miután a 19. század második felében egy sírmellékletekkel gazdagon ellátott temetőt tártak fel a környéken. A kultúra Európa jelentős részén elterjedt, gazdaságának alapja a sóbányászat, valamint a vaskitermelés és feldolgozás volt. A középkori várost 1305-ben említik először az ismert források. A település házai magasak és keskenyek hogy a lehető legjobban kihasználják a szűk teret. Az alsó szint általában kőből készült, erre építették a gerendaszerkezetes felsőbb szinteket. A világörökségi helyszínhez tartozik a város tágabb környezete is, a festői táj jelentős kulturális, természeti és építészeti emlékeivel. Beletartozik a Dachstein vonulata 2995 méter magas csúcsával, valamint több barlang is, köztük a Hirlatz és Ausztria legkülönlegesebb barlangja, a Dachstein-Rieseneishöhle. |                                |

| | Semmeringi vasút |
| Felvétel: 1998 |                  |
| Kulturális (II)(IV) |                  |
| Hivatkozás: 785, védett terület: 156,18 ha, pufferzóna: 8 581,21 ha |                  |
| A vasútvonal kétvágányú, 15 kV 16,7 Hz-cel villamosított, szerves része az osztrák Déli Vasútnak. A Semmering-hágó térségében halad, igen nehéz terepviszonyok és jelentős szintkülönbségek legyőzésével. Magas műszaki színvonalának köszönhetően a mai napig használatban van. Megépítése a vasútépítés úttörő korszakának egyik legnagyobb teljesítménye volt. Az építkezés 1848-ban kezdődött, a több mint 41 kilométeres nyomvonalat Carl Ritter von Ghega jelölte ki. Tégla és terméskő felhasználásával építették, mellőzték az acél- és vasszerkezetek alkalmazását. Legmagasabban fekvő szakasza egy 1430 méteres alagút. 15 alagútja összesen 5420, 16 viaduktja 1502 méter hosszú. A forgalom 1854 júniusában indult meg, ekkor a vonatok átlagosan még csak 6 km/óra sebességgel haladtak. Elsőként ez a vonat haladt át magashegyi hágón. A bécsiek körében hamar divatossá vált a vonatkirándulás. A sínek távolabbi környezetében a vasút megnyitása utáni évtizedekben nyaralóvillák épültek és Semmering lett az első tervszerűen kialakított alpesi üdülő. |                  |

| | Graz óvárosa |
| Felvétel: 1999, kiterjesztés: 2010 |              |
| Kulturális (II)(IV) |              |
| Hivatkozás: 931 |              |
| Az évszázadokon keresztül prosperáló, háborúktól kevésbé sújtott város jól megőrződött történeti magja sok tekintetben kettős arculatú: a Habsburg-uralom alatt álló, ún. monarchikus közép-európai városok szép példája középkori hangulatot árasztó, megkapó zugokkal, egyszerre mediterrán hangulatú és poroszosan szabályos település. A város sokáig a Balkán-félsziget és a mediterráneum nyugati része közötti összekötő kapocs volt. A Várhegyen eredetileg szlovének építettek várat, a későbbi reneszánsz erődítményt Napóleon idejében lerombolták. Az óvárosban több száz épület származik a gótika vagy a reneszánsz korából, közülük az egyik legfontosabb II. Ferdinánd császár reneszánsz mauzóleuma, amelyen már barokk stíluselemek is megfigyelhetők. A város egyetemét 1568-ban alapították, innen indult útjára az ausztriai ellenreformáció. Jelentős emlékek a román kori Szent Egyed-templom, mellette a szintén Szent Egyednek ajánlott késő gótikus dóm III. Frigyes idejéből A várostól három kilométerre található az Eggenberg-kastély. A Pietro de Bomis (Palladio tanítványa) tervei alapján a 17. század első első harmadában épült kastély méretével és lenyűgöző termeivel a késő olasz reneszánsz és barokk építészet jelentős emléke, építtetője Hans Ulrich von Eggenberg herceg volt. |              |

| | Wachau |
| Felvétel: 2000 |        |
| Kulturális (II)(IV) |        |
| Hivatkozás: 970, védett terület: 18 387 ha, pufferzóna: 2 942 ha |        |
| Wachau a melki bencés apátságtól a Krems városáig húzódó, magas hegyekkel övezett folyó menti táj a Duna partján. A festői fekvésű, nagy múltú szőlőtermesztő táj védelem alatt álló területe 183,87 km², amely magában foglalja a folyamvölgytől délkeletre húzódó Dunkelsteinerwald lankáit, és az északnyugatra elterülő Waldviertel közeli peremterületét is. A térség építészete, települései és mezőgazdasági módszerei a középkori táj elemei idézik, amely mai formáját fokozatos fejlődéssel érte el. Wachauban található Willendorf település is, amelyet az itt talált, világhírűvé vált Willendorfi vénusz szobrocska tett ismertté. Jelentős település Dürnstein is, hegyoldalon lévő várromjáról és apátságáról nevezetes, ez utóbbi tornya kivételesen elegáns barokk építmény. Krems nevezetességei a Gozzo-palota, a dominikánus és piarista templom gótikus épületei. Ezen kívül a kultúrtájat más művészileg értékes egyházi épületek is tarkítják, például Göttweig magasan fekvő apátsága. A természetes erdőtakarót már az újkőkorban elkezdték irtani, de a nagy változás i. sz. 800 körül történt, amikor művelés alá vonták a hegyoldalakat és kialakították a tájra ma is jellemző teraszos földművelést. |        |

| | Fertő-táj |
| Magyarország és Ausztria közös világörökségi helyszíne |           |
| Felvétel: 2001 |           |
| Kulturális (V) |           |
| Hivatkozás: 772, védett terület: 68 369 ha, pufferzóna: 6 347 ha |           |
| A Fertő-táj Magyarország és Ausztria közös világörökségi helyszíne. A tó nyugati partját szegélyező dombok a Soproni-hegység nyúlványai, de földtanilag a Kisalföldhöz tartoznak. Kétharmada Ausztriához, többi része Magyarországhoz tartozik. Az Adriát a Baltikummal összekötő kereskedelmi út mellett fekszik, ezért már 8000 évvel ezelőtt is kultúrák találkozási helye volt. Magyar oldalon a Fertő–Hanság Nemzeti Park és a fertődi Esterházy-kastély áll védelem alatt, míg osztrák oldalról több község mellett a Neusiedler és Seewinkel park tartoznak a helyszínhez. A tó körüli erdőirtás és lecsapolás után a gazdasági hasznosítás ellenére is sikerült a természetes élőhelyek megóvása. Az enyhén sós tavat teljes partvonalán nádas veszi körül, a körülötte lévő ingovány helyenként 3 kilométer széles. A korábbi korok emlékét régészeti lelőhelyek, ókori szentélyek maradványai, szőlőskertek és kastélyok őrzik. A falvakat a középkori szabad városok építészeti stílusában hozták létre. A tó halállománya gazdag, a különböző klímahatások következtében nemcsak a földrajzi, hanem állat-, és növényföldrajzi határok is találkoznak. A tó és a közvetlen környéke Közép-Európa legnagyobb madárrezervátuma. Számos költözőmadár fő vonulási útjában – pihenőhelyként – funkciónál. Többek között a szürke, vörös és kanalasgém, a nyári lúd, a vöcsök, a barna- és a rétihéja, a kis és a nagy kócsag fészkel itt. |           |

| | Bécs történelmi központja |
| 2001 |                           |
| A veszélyeztetett világörökségi helyszínek listájára került: 2017 |                           |
| Kulturális (II)(IV)(VI) |                           |
| Védett terület: ha, puffer zóna: ha, hivatkozás: 1033 |                           |
| Bécs ősi kelta és római településből fejlődött az Osztrák-Magyar Monarchia fővárosává. Történelmi épületei három korszakhoz köthetők, a középkorhoz, a barokk időszakához és a 19. századi ipari fejlődés korához. Középkori épületei a 13. századi Schottenkloster, az egyik legfontosabb gótikus épület a Maria am Gestade-templom, a Szent Mihály-templom, a Minorita templom és kolostor, és a város legfontosabb temploma a 14-15. századból való Szent István-székesegyház. Későbbi emlékei a Kapucinus-kripta, a Spanyol lovasiskola épülete, a Szent Károly-templom barokk tömbje, a Burgtheater, a Belvedere kastély, az Osztrák Nemzeti Könyvtár, valamint a Hofburg, ami máig a Habsburg hatalom jelképének számít. A helyszínnek része a 19. századi Ringstraße és a külvárosok úgynevezett ütközőzónája is. A bécsi klasszicizmus fénykorától a 20. század elejéig a város az európai zeneművészet egyik központja volt. Több mint 100 000 ember dolgozik a belvárosban, amellyel vezető szerepet tölt be a foglalkoztatottság terén a kerületek körében. Mindemellett a város az első számú turisztikai célpontja. A városközpontban folyó szállodaépítkezések miatt a helyszín felkerült a veszélyeztetett világörökségi helyszínek listájára. |                           |

| | Történelem előtti cölöpházak az Alpok közelében |
| Ausztria, Franciaország, Németország, Olaszország, Svájc és Szlovénia közös világörökségi helyszíne |                                                 |
| Felvétel: 2011 |                                                 |
| Kulturális (IV)(V) |                                                 |
| Hivatkozás: 1363, védett terület: 274,2 ha, pufferzóna: 3 960,77 ha |                                                 |
| A helyszín az Alpok térségében, hat országban 111 különböző helyen álló, i. e. 5000 és i. e. 500 között épült cölöpház maradványaiból áll. A házakat mocsarak, tópartok, folyópartok mellett tárták fel, tervszerű ásatásokat csak a lelőhelyek kis részén végeztek. A nedves környezet megőrizte a lebomló anyagokat is, így a kutatók dendrokronológiai módszerrel pontos datálásokat végezhettek. Az ásatások során előkerült leletek mintegy harminc különböző kultúrához köthetők és képet adnak az korai európai földművelők életéről és társadalmáról, földművelési, állattenyésztési, fémfeldolgozási technikáiról, valamint azok fejlődéséről. Ezen kívül nyomon követhetővé vált az Alpokon keresztül folytatott kereskedelmi tevékenység is, ahol főleg kovakő, arany, agyagedények, textilek és kagylóhéjak cseréltek gazdát. A szállítóeszközök közül i. e. 3400 körülre datálható szekérmaradványokat tártak fel, ezek az eddig ismertek közül legkorábbiak közé tartoznak. |                                                 |

| | A Kárpátok és más európai régiók ősbükkösei |
| Albánia, Ausztria, Belgium, Bosznia-Hercegovina, Bulgária, Csehország, Észak-Macedónia, Franciaország, Horvátország, Lengyelország, Németország, Olaszország, Románia, Svájc, Szlovákia, Szlovénia, Spanyolország és Ukrajna közös világörökségi helyszíne |                                             |
| Felvétel: 2007, kiterjesztés: 2011, 2017 (ausztriai helyszínek), 2021 |                                             |
| Természeti (IX) |                                             |
| Hivatkozás: 1133, védett terület: 98 125 ha, pufferzóna: 294 716 ha |                                             |
| Ez a határokon átnyúló, többször kiterjesztett helyszín Európa legnagyobb kiterjedésű ősbükköse, jelenleg 18 ország közös világörökségi helyszíne és összesen 94 védett területből áll. Kezdetben az Északkeleti-Kárpátok déli lejtőin, Szlovákia keleti részén és Ukrajnában található védett területhez összesen 10 természetvédelmi körzet tartozott, ezek közül hat Ukrajnában négy pedig Szlovákiában található. Ezek a védett területek egy 185 kilométer hosszú tengelyen fekszenek, tengerszint feletti magasságuk 210 és 1700 méter között váltakozik. A teljes védett övezet eredetileg háromszáz négyzetkilométert foglalt el, majd 2011-ben a helyszínt öt újabb, Németországban található bükkerdővel egészítették ki. A következő kiterjesztés óta, 2017-től a helyszínhez tartoznak mediterrán területek, az Alpok, a Dinári-hegység és a Pireneusok ősbükkösei is. Az utolsó, 2021-es kiterjesztés során bosznia-hercegovinai, csehországi, észak-macedóniai, franciaországi, lengyelországi és svájci bükkösök kerültek a világörökségi listára. Az ősbükkösöben találhatók a világ legmagasabb és legöregebb bükkfái, és megfigyelhető a bükkerdők fejlődésének valamennyi fázisa. A Kárpátokban őshonos bükkfa a Dinári-hegység mellett csak ezeken a területeken vészelte át a jégkorszakot, majd egy rövid, néhány ezer éves időszak alatt elterjedt az egész kontinensen. Az őserdők a bükkfák felbecsülhetetlen értékű genetikai tárházai. A fák mellett található ökoszisztéma magán viseli a jégkorszak utáni élővilág valamennyi jellegzetességét, gazdag növény és állatvilágnak, köztük több védett fajnak nyújt életteret. |                                             |

| | Európa nagy fürdővárosai |
| Ausztria, Belgium, Csehország, az Egyesült Királyság, Franciaország, Németország, Olaszország közös világörökségi helyszíne |                          |
| Felvétel: 2021 |                          |
| Kulturális (II) (III) |                          |
| Hivatkozás: 1613, védett terület: 7014 ha, pufferzóna: 11 319 ha |                          |
| A világörökségi helyszínhez összesen tizenegy fürdőváros tartozik, amelyek hét országban találhatók: Baden bei Wien (Ausztria), Spa (Belgium), Františkovy Lázně, Karlovy Vary és Mariánské Lázně (Csehország), Vichy (Franciaország), Bad Ems, Baden-Baden és Bad Kissingen (Németország), Montecatini Terme (Olaszország) és Bath (Egyesült Királyság). Mindegyik fürdőváros nagy ásványtartalmú és vízhozamú forrás(ok) körül épült ki, városképüket meghatározza a 19. század elejétől fellendülő és az 1930-as évekig folyamatosan fejlődő európai fürdőkultúra. A források közelébe terápiás célra hasznosított épületeket, nagyméretű szállodákat, szivattyúállomásokat, ivótermeket, medencéket építettek, a vizet összetett rendszereken keresztül (pl. alagutak segítségével) vezették el. Kiegészítő és rekreációs célra kerteket hoztak létre, kaszinókat, színházakat, villákat, találkozóhelyeket építettek, valamint kialakították a fürdők üzemeltetéséhez szükséges infrastruktúrát is. A fürdőközpontok létrehozásakor ügyeltek arra is, hogy az épületegyüttesek harmonikusan illeszkedjenek a városképbe és a környező tájba. A fürdővárosok az orvostudomány, más természettudományok, valamint a balneológia fejlődésének és egymással való szorosabb kapcsolatának bizonyítékai és fontos helyszínei. |                          |

| | A Római Birodalom dunai limese |
| Ausztria, Németország, Szlovákia közös világörökségi helyszíne |                                |
| Felvétel: 2021 |                                |
| Kulturális (II) (III) (IV) |                                |
| Hivatkozás: 1608, védett terület: 1670,64 ha, pufferzóna: 1074,67 ha |                                |
| A dunai limes egy csaknem hatszáz kilométer hosszú határszakasz volt a Duna mentén, a teljes Római Birodalmat körbefogó határrendszer egy része, az európai területek középső határszakasza a barbárok ellen. A Duna az első századtól kezdve körülbelül négyszáz éven keresztül természetes határként is funkcionált, a katonai infrastruktúra legionárius erődökből, kisebb erődítményekből, őrtornyokból, a hozzájuk tartozó kisegítő építményekből, átmeneti katonai táborokból és civil épületegyüttesekből állt, amelyek egymástól szabálytalan távolságra szóródtak szét a Duna mellett. Maga a folyó a Római Birodalomhoz tartozott és fontos katonai és áruszállítási útvonal is volt. A limes fejlődését a 2. század második felében és a 3. század közepén a háborúk lelassították, majd az utánuk következő békésebb időszakokban újból gyorsabb fejlődésnek indult. Ez a határszakasz nem egy átjárhatatlan határ volt, így elősegítette a különböző kultúrák közötti kapcsolattartást. A helyszín egyes elemei ma is álló épületek vagy épületrészek, más darabjai csak a régészeti kutatások után lett látható. Általánosságban jó állapotban maradtak meg, konzerválásuk folyamatban van. Némelyiket a középkorban vagy később újabb épületstruktúrákkal vettek körül. Ausztriai helyszínek: Oberranna, Schlögen, Hirschleitengraben, Linz, Enns, Albing, Wallsee, Pöchlarn, Blashausgraben, St. Johann im Mauerthale, Bacharnsdorf, St. Lorenz, Windstallgraben, Mautern, Traismauer, Zwentendorf, Tulln, Zeiselmauer, Klosterneuburg, Bécs, Carnuntum |                                |